# Neuvy-Grandchamp
Neuvy-Grandchamp este o comună în departamentul Saône-et-Loire, Franța. În 2017 avea o populație de 762 de locuitori.

## Geografie
Neuvy-Grandchamp este situat la 328 km de Paris și 159 km de Lyon. Cu 4.964 hectare, comuna Neuvy-Grandchamps este cea mai mare comună din cantonul Gueugnon. Cu toate acestea, în 1869, orașul a fost tăiat cu 298 de hectare pentru a contribui la formarea noului oraș Guerreaux. Teritoriul deluroasă al orașului atinge 400 de metri și se întinde pe 10 km de la nord la sud și 8 km de la est la vest.

## Istorie
De la Novis Vicus în secolul al IX-lea, prin Noviacus în secolul al XIII-lea, Niviz sau Novovico în secolul al XIV-lea, Neufvy în secolul al XVII-lea și, în sfârșit, Neuvy în secolul al XVIII-lea; prin urmare, toponimia desemnează un sat rutier de origine merovingiană. Satul instalat de-a lungul unei căi de țară de la Yonne la Loira, a fost dat în 877 de către Carol cel Pleșuv călugărilor benedictini ai Abatiei Saint-Martin d'Autun.
Formarea domeniilor parohiale și aristocratice în Evul Mediu timpuriu este destul de obscură. În secolul al XIV-lea, moșia Vesvre a ocupat jumătatea nordică a orașului actual. Restul, care pare să rezulte din fragmentarea unui alt mare domeniu rural, a fost împărțit în mai multe proprietăți din care a apărut în secolele următoare domeniul aristocratic din Beauchamp.
Acest domeniu seigniorial a avut particularitatea de a avea o fabrică de fier (precum și mină care o alimenta) lângă castelul său, acum dispărută. Vândute ca proprietate națională în 1799, au fost cumpărate în 1802 de un important industrial, fondatorul Regalei Turnării Montcenis. El a modernizat-o și a dezvoltat-o, făcând această unitate să fie una dintre cele mai competitive din regiune.
Achiziționată de contele de Dormy, fabrica s-a prăbușit rapid și a încetat definitiv operațiunile în 1834. Mina a fost închisă din lipsă de rentabilitate spre sfârșitul secolului al XIX-lea, dar redeschisă în timpul celui de-al doilea război mondial pentru a servi drept refugiu pentru Refractare STO(Service du Travail Obligatoire, Serviciu de lucru obligatoriu) , sistem de rechiziție și transferul în Germania nazistă a sute de mii de lucrători francezi împotriva voinței lor. Operațiunea a fost oprită definitiv în 1948.
Din 1891, un decret al președintelui Republicii asociază cu numele orașului locul numit Grandchamp, de la numele acestei exploatări de cărbune.
În timpul războiului civil spaniol, Neuvy-Grandchamp a fost una dintre rare comunele rurale franceze care a primit refugiați, în special în timpul fenomenului Retirada. Această particularitate se datorează prezenței unui executiv municipal pe stânga, apoi condus de primarul Pierre Boudot (SFIO). Prin urmare, acesta din urmă a fost voluntar pentru a găzdui refugiații al căror contingent a sosit la 11 februarie 1939. Era format din două familii extinse. Una dintre cele 19 persoane a venit din Arbeca, în provincia Lleida, în Catalonia. Ceilalți, 23 de oameni, au venit din Huesca, la nord de Zaragoza, în Aragon. Toți erau cultivatori.
În timpul Pandemia de crizei covid-19, orașul a fost afectat din cauza măsurilor de sănătate decretate de guvern. Reînnoirea consiliului municipal este amânată din cauza stării de urgență a sănătății, pentru a se aplica din 24 martie 2020 peste tot în Franța. Echipa municipală ieșită tocmai fusese realeasă. Noul consiliu municipal se poate reuni din 25 mai 2020.

## Evoluția populației
| An        | 1975  | 1982  | 1990  | 1999 | 2006 | 2009 | 2015 | 2017 |
| --------- | ----- | ----- | ----- | ---- | ---- | ---- | ---- | ---- |
| Populație | 1.028 | 1.009 | 1.008 | 842  | 815  | 794  | 767  | 762  |

## Econnomie

### Venitul populației și impozitarea
În 2012, impozitul mediu perceput pe teritoriul Neuvy-Granchamps a fost de 17.652 euro anual, un nivel mai mic (-12,08%) decât venitul median național, estimat la 19.785 de euro. Municipalitatea are 51,6% din gospodăriile cu impozit neimpozabil și colectează un total de impozite locale de 288.000 de euro. Aceasta corespunde unei sume medii de 670 de euro pe gospodărie fiscală, un rezultat mai mic decât la scara departamentului Saône-et-Loire (749 de euro).
În ceea ce privește impozitul pe venit, populația este impozitată (în 2012) până la 576 de euro în medie și pe gospodărie. Pe scara Saône-et-Loire, această taxă este în medie de 1.040 de euro, un rezultat mai mare.